# Passion selon Brockes
 (mars 2023).
Si vous disposez d'ouvrages ou d'articles de référence ou si vous connaissez des sites web de qualité traitant du thème abordé ici, merci de compléter l'article en donnant les références utiles à sa vérifiabilité et en les liant à la section « Notes et références ».

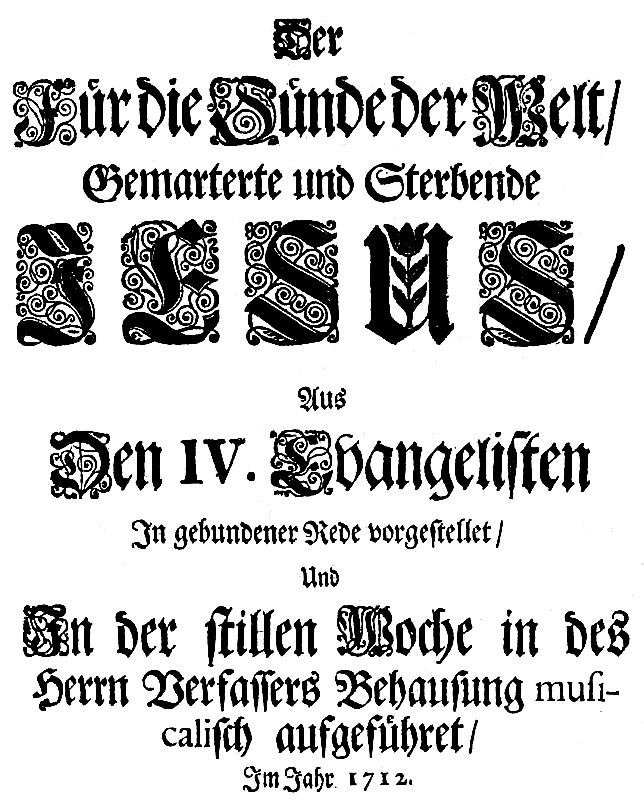
Page de titre (1712)

La Passion selon Brockes (en allemand Brockes-Passion) est le livret d'un oratorio en allemand de type « Passion » écrit par Barthold Heinrich Brockes qui était conseiller municipal de Hambourg au début du XVIIIe siècle. Son titre d'origine est Der für die Sünde der Welt gemarterte und sterbende Jesus (Jésus, souffrant et mourant pour les péchés du monde). 
Ce livret a été mis en musique par plusieurs compositeurs de cette époque. La première réalisation musicale eut lieu en 1712 pendant la Semaine sainte dans la grande demeure du librettiste devant une assistance choisie mais nombreuse d'invités de qualité ; le compositeur était Reinhard Keiser. Cependant les versions les plus connues sont celles composées par Georg Friedrich Haendel (HWV 48) et Georg Philipp Telemann (TWV 5:1).

## Argument
Le texte de Brockes est fondé sur le déroulement de la Passion de Jésus-Christ tel que rapporté dans les évangiles et plus particulièrement dans l'Évangile selon saint Matthieu aux chapitres 26 et 27. 
Après la confession des péchés de la communauté des fidèles, exprimée par le chœur d'ouverture, les événements suivants sont évoqués : la dernière Cène, la montée au Mont des Oliviers, la prière à Gethsémani, l'arrestation, la comparution devant le Sanhédrin, le reniement de saint Pierre, le défèrement devant Pilate, le jugement de Pilate, les outrages, la crucifixion et la mort de Jésus.  

## Historique
L'oratorio de type « passion », comme sécularisé par un texte totalement réécrit par rapport aux textes bibliques, est apparu à Hambourg au début du XVIIIe siècle ; il s'oppose à la forme plus ancienne, qui se fondait essentiellement sur l'Écriture sainte. Pendant la Semaine sainte, l'opéra était fermé, et les musiciens pouvaient donc se consacrer à d'autres tâches et notamment à l'interprétation de musique religieuse. 
C’est dans cette ville que Reinhard Keiser composa son oratorio Der blutige und sterbende Jesus (Jésus saignant et mourant) sur un texte de Christian Friedrich Hunold alias Menantes. Ce livret servit de modèle à celui de Brockes qui parut en 1712. Brockes en explique le but, qui est double, dans sa préface : d’une part fournir aux bourgeois de Hambourg une distraction permise pendant la période du Carême, de l’autre servir à leur édification. La première mise en musique, toujours par Reinhard Keiser, suivit de peu pendant la même année. Selon Brockes lui-même, l’oratorio aurait été exécuté dans sa propre demeure devant plus de 500 auditeurs, parmi lesquels se trouvaient non seulement les nobles étrangers, tous les ministres et résidents accompagnés de leurs dames, mais aussi la plus grande partie des notables hambourgeois.    
La notoriété de Brockes qui était déjà importante parmi les bourgeois de Hambourg s’en trouva encore accrue. En 1720, il fut élu sénateur. Il est d’ailleurs surprenant que les autorités religieuses ne fissent pas, dans son cas, obstacle à une représentation privée d’un drame religieux. La rédaction du livret ne fut pas non plus critiquée, à la différence des ouvrages d’autres auteurs. 
En 1713 parut une nouvelle version du livret incluant quelques nouveaux arias et récitatifs, et retravaillée aux niveaux dramatique et de l’expression. En conséquence de quoi Keiser reprit également sa partition. Cette nouvelle version servit de base à de nombreuses autres œuvres par des compositeurs différents. En fait, aucun autre texte de la passion du Christ en allemand que celui de Brockes n’inspira autant de musiciens. Leur nombre exact n’est pas connu, et les recherches à ce sujet ne sont pas terminées. Dans les années qui suivirent parurent des versions par Georg Philipp Telemann (1716), Johann Mattheson (1718), Georg Friedrich Haendel (1719), Johann Friedrich Fasch (1723), Gottfried Heinrich Stölzel (1725) et d’autres encore. En 1719, 1720, 1721 et 1723 furent exécutées en l’espace de quelques jours les œuvres principales, celles de Keiser, Telemann, Haendel et Mattheson. En 1730, la directrice de l'opéra am Gänsemarkt, Margaretha Susanna Kayser, fit exécuter ces mêmes quatre partitions ainsi qu'un pasticcio, sélection de leurs meilleurs airs et chœurs, en l'espace de trois semaines. La raison d'une telle abondance des exécutions d'œuvres composées sur ce livret n'est pas clairement connue, mais il est fort possible qu'elle soit due au fait que le poète était lui-même ami avec ces quatre compositeurs. 